# Jun Fukuda
Pour les articles homonymes, voir Fukuda.
Jun Fukuda (福田 純, Fukuda Jun), né le 17 février 1923 à Changchun en Chine et mort le 3 décembre 2000 à Setagaya (Japon) d'un cancer du poumon, est un réalisateur et scénariste japonais.

## Biographie
Jun Fukuda a réalisé trente-huit films et écrit neuf scénarios entre 1959 et 1977.

## Filmographie

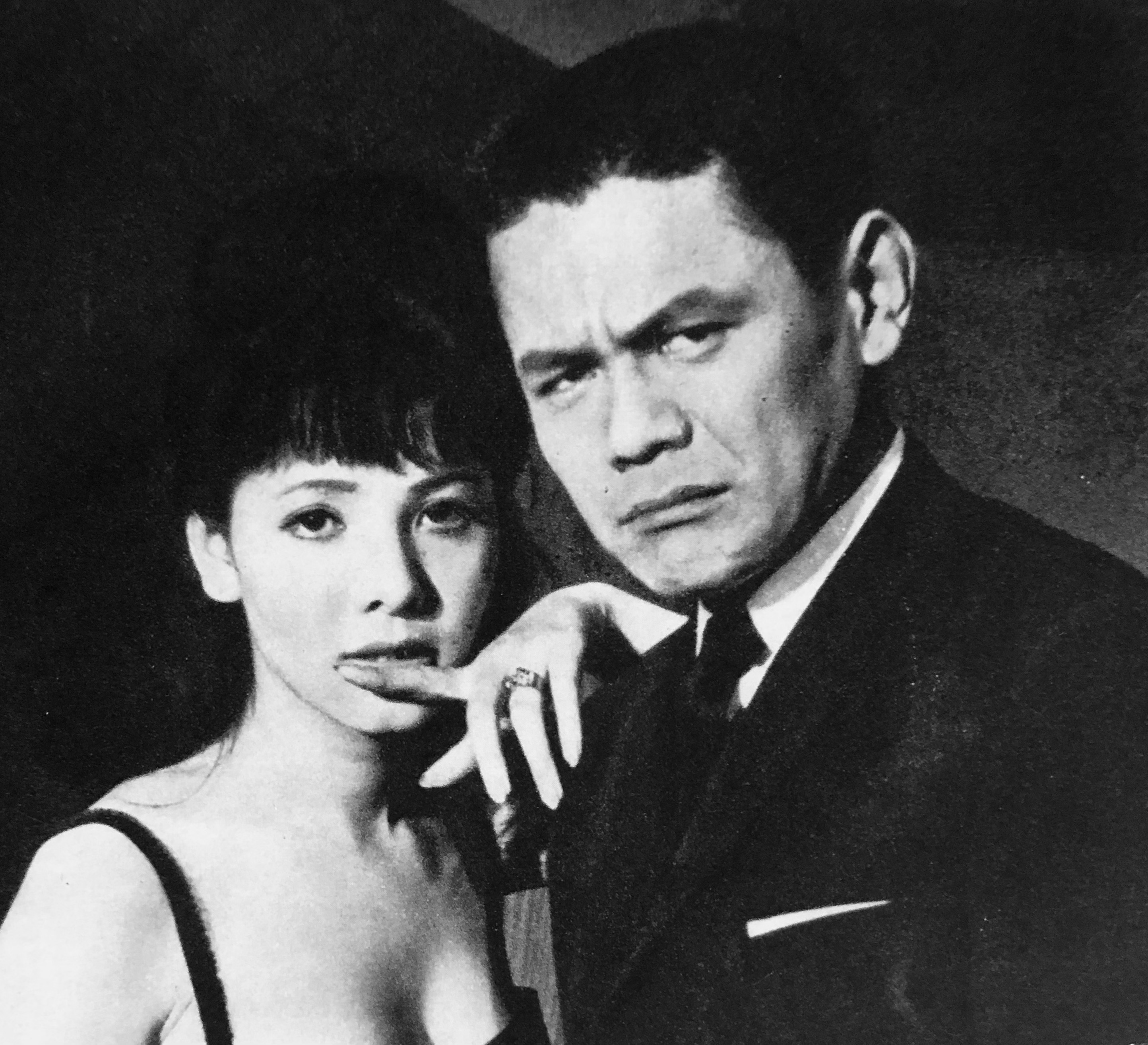
Mie Hama et Makoto Satō dans Ankokugai gekitotsu sakusen (1965).

### Réalisateur

#### Au cinéma
La mention « +scénariste » indique que Jun Fukuda est aussi auteur du scénario.
- 1959 : Osorubeki hiasobi (恐るべき火遊び?)
- 1960 : The Secret of the Telegian (電送人間, Densō ningen?)
- 1961 : Nasake muyō no wana (情無用の罠?)
- 1961 : Nakito gozansu (守屋浩の三度笠シリーズ 泣きとうござんす?)
- 1961 : Arigataya sandogasa (守屋浩の三度笠シリーズ 有難や三度笠?)
- 1961 : Ankokugai gekimetsu meirei (暗黒街撃滅命令?)
- 1962 : Nihon ichi no wakadaishō (日本一の若大将?)
- 1962 : Hoero datsugokushu (吼えろ脱獄囚?)
- 1962 : Josei jishin (女性自身?) +scénariste
- 1962 : Nihon ichi no wakadaishō (日本一の若大将?)
- 1962 : Ankokugai no kiba (暗黒街の牙?) +scénariste
- 1963 : Nippon jitsuwa jidai (にっぽん実話時代?)
- 1963 : Hawai no wakadaishō (ハワイの若大将?)
- 1963 : Norainu sakusen (のら犬作戦?)
- 1964 : Kokusai himitsu keisatsu: Tora no kiba (国際秘密警察 虎の牙?)
- 1964 : Chi to daiyamondo (血とダイヤモンド?)
- 1965 : Ankokugai gekitotsu sakusen (暗黒街全滅作戦?) +scénariste
- 1965 : Honkon no shiroi bara (香港の白い薔薇?)
- 1965 : Chasseurs d'espions (１００発１００中, Hyappatsu hyakuchu?)
- 1966 : Doto ichiman kairi (怒濤一万浬?) +scénariste
- 1966 : Ebirah contre Godzilla (ゴジラ・エビラ・モスラ 南海の大決闘, Gojira, Ebirā, Mosura: Nankai no daiketto?)
- 1967 : La Planète des monstres (怪獣島の決戦 ゴジラの息子, Kaijǖtō no kessen: Gojira no musuko?)
- 1968 : Hyappatsu hyakuchu: Ogon on me (１００発１００中 黄金の眼?) +scénariste
- 1969 : Furesshuman wakadaishō (フレッシュマン若大将?)
- 1969 : Nyu jirando no wakadaishō (ニュージーランドの若大将?)
- 1969 : Konto Gojugo-go: Jinrui no dai jakuten (コント５５号 人類の大弱点?)
- 1969 : Konto Gojugo-go: Ore wa ninja no mago no mago (コント５５号 俺は忍者の孫の孫?)
- 1969 : Dai Nippon suri washǖdan (大日本スリ集団?)
- 1969 : Konto Gojugo-go: Uchu daibōken (コント５５号 宇宙大冒険?)
- 1970 : Yajū toshi (野獣都市?)
- 1970 : Kigeki sore ga otoko no ikiru michi (喜劇ソレが男の生きる道?)
- 1971 : 3000 kiro no wana (３０００キロの罠?)
- 1971 : Nishi no betenshi, higashi no sagishi (西のペテン師 東のサギ師?)
- 1972 : Objectif terre, mission apocalypse (地球攻撃命令 ゴジラ対ガイガン, Chikyǖ kogeki meirei: Gojira tai Gaigan?)
- 1973 : Godzilla 1980 (ゴジラ対メガロ, Gojira tai Megaro?) +scénariste
- 1974 : Godzilla contre Mecanik Monster (ゴジラ対メカゴジラ, Gojira tai Mekagojira?) +scénariste
- 1974 : Kigeki damashi no jingi (喜劇 だましの仁義?) +scénariste
- 1974 : Esupai (エスパイ?)
- 1977 : La Guerre de l'espace (惑星大戦争, Wakusei daisenso?)

#### À la télévision
- 1973 : Ryusei ningen zon (série TV)

### Scénariste
- 1973 : Ōkami no monshō (狼の紋章?) de Masashi Matsumoto